# Collina di Tara
La Collina di Tara (in irlandese: Teamhair o Cnoc na Teamhrach) era uno dei luoghi più venerati e importanti dei primi secoli della storia d'Irlanda.
È situata nel Meath, nella zona centro-orientale dell'isola.

## Archeologia e leggende

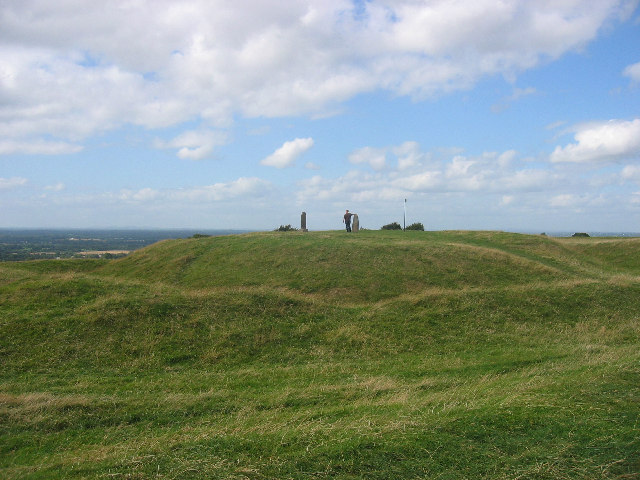
Panoramica della collina

Un tempo la Collina di Tara era la residenza del Re Supremo irlandese ("Ard-Rí na hÉireann" in irico). Su questa collina colui che sarebbe divenuto re doveva dare prova di essere stato scelto dagli dei. La prova consisteva nel "volare" al disopra della Pietra del Destino (Lia Fáil), mitico menhir senza il quale l'Irlanda sprofonderebbe.
Sulla collina avevano sede una grande sala per i banchetti indetti dall'Ard-Rí, con più di settecento posti, una scuola bardica, druidica e per guerrieri. Vi erano poste anche alcune dimore dei funzionari e uomini vicini al Re d'Irlanda.
La collina di Tara era anche dimora dei Feniani, cioè dei Cavalieri del Destino, protettori dell'Irlanda. Ai giorni d'oggi si definiscono Feniani coloro che aderiscono al partito della Repubblica d'Irlanda, il Fianna Fáil.
In mitologia, Tara era anche la residenza del mitico popolo di dei, i Tuatha de Danaan, che prenderanno il nome di Daoine Sidhe.